# Santa Helena del Opón
Santa Helena del Opón è un comune della Colombia facente parte del dipartimento di Santander.
Il comune venne istituito il 14 aprile 1975.